# Dominika Cibulková
Dominika Cibulková (sk[ˈdomɪnɪka ˈtsɪbulkovaː]; n. 6 mai 1989, Bratislava, Cehoslovacia) este o jucătoare profesionistă de tenis din Slovacia. Cunoscută pentru stilul de joc agresiv, ea a câștigat patru finale WTA. Cel mai important titlu al carierei este cel de la Singapore, câștigat în 2016 în fața lui Angelique Kerber.
Cibulková a ajuns în sferturi de finală la toate cele patru turnee de Mare Șlem. Cea mai mare realizare a carierei sale a reprezentat-o finala din 2014 de la Australian Open. Cibulková a devenit prima jucătoare slovacă ce a ajuns într-o finală de Mare Șlem.

## Statistici

### Finale de Mare Șlem

#### Simplu: 1 (1 finală)
| Rezultat   | An   | Competiție      | Suprafață | Oponent | Scor          |
| ---------- | ---- | --------------- | --------- | ------- | ------------- |
| Înfrângere | 2014 | Australian Open | Hard      | Li Na   | 6–7(3–7), 0–6 |

### Performanțe la simplu
| Turnee de Mare Șlem |     |     |     |     |      |     |     |     |     |      |  |        |       |
| Australian Open     | A   | A   | Q1  | 1R  | 4R   | 1R  | 3R  | 2R  | 2R  | F    |  | 0 / 7  | 13–7  |
| French Open         | A   | A   | 3R  | 3R  | SF   | 3R  | 1R  | QF  | 2R  | 3R   |  | 0 / 8  | 18–8  |
| Wimbledon           | A   | A   | Q1  | 1R  | 3R   | 3R  | QF  | 1R  | 3R  | 3R   |  | 0 / 7  | 12–7  |
| US Open             | A   | A   | 2R  | 3R  | A    | QF  | 2R  | 3R  | 1R  | 1R   |  | 0 / 7  | 10–7  |
| Victorii-Înfrângeri | 0–0 | 0–0 | 3–2 | 4–4 | 10–3 | 8–4 | 7–4 | 7–4 | 4–4 | 10–4 |  | 0 / 28 | 51–28 |